# Quận Columbia, Arkansas
Quận Columbia là một quận thuộc tiểu bang Arkansas, Hoa Kỳ.
Quận này được đặt tên theo. Theo điều tra dân số của Cục điều tra dân số Hoa Kỳ năm 2000, quận có dân số 24.146 người. Quận lỵ đóng ở Magnolia 6.

## Địa lý
Theo Cục điều tra dân số Hoa Kỳ, quận có diện tích 1987 km2, trong đó có 3 km2 là diện tích mặt nước.

### Các xa lộ chính
- Quận Nevada (bắc)
- Quận Ouachita (đông bắc)
- Quận Union (đông)
- Claiborne Parish, Louisiana (đông nam)
- Webster Parish, Louisiana (nam)
- Quận Lafayette (tây)

### Quận giáp ranh
- U.S. Highway 79
- U.S. Highway 82
- U.S. Highway 371
- Highway 19
- Highway 98
- Highway 160